# Aeropuerto Andrés Miguel Salazar Marcano
El Aeropuerto Teniente Coronel Andrés Miguel Salazar Marcano o Aeródromo Andrés Miguel Salazar Marcano, es un pequeño aeropuerto doméstico ubicado en la Isla de Coche, al suroeste del Municipio Villalba, en el Estado Nueva Esparta, al oriente de Venezuela, es controlado desde la vecina Isla de Margarita, su código ICAO es SVIE, su pista es de 1200 x 30 metros de ancho, completamente asfaltada.

## Aerolínea y destino
| Destino por aerolínea | Destino por aerolínea   |
| --------------------- | ----------------------- |
| Conviasa 1 destino    | Nacional (1): Barcelona |

### Destino Nacional
| Ciudades               | Nombre del aeropuerto                                    | Aerolíneas | Frecuencias |
| ---------------------- | -------------------------------------------------------- | ---------- | ----------- |
| Anzoátegui - Barcelona | Aeropuerto Internacional General José Antonio Anzoátegui | Conviasa   | 1           |

## Aerolíneas
- Yuri Air
  - Maturín / Aeropuerto Internacional José Tadeo Monagas
- Conviasa
  - Higuerote / Aeropuerto de Higuerote
  - Porlamar / Aeropuerto Internacional del Caribe Santiago Mariño